# Halemysis australiensis
Halemysis australiensis är en kräftdjursart som beskrevs av Mihai Bacescu och Udrescu 1984. Halemysis australiensis ingår i släktet Halemysis och familjen Mysidae. Inga underarter finns listade i Catalogue of Life.